# Aussichtsturm Hörlitz
Der Aussichtsturm Hörlitz ist ein 2004 errichteter Aussichtsturm in Hörlitz, einem Ortsteil der Gemeinde Schipkau im Landkreis Oberspreewald-Lausitz in Brandenburg.

## Lage
Der Aussichtsturm Hörlitz steht am nördlichen Ortsrand von Hörlitz nur wenige hundert Meter südlich des früheren Braunkohletagebaugebiets Meuro. Etwa 1 km westlich des Turms liegt der Lausitzring.

## Geschichte
Unweit östlich des heutigen Aussichtsturms stand früher der Bismarckturm Senftenberg-West, ein 1914 errichteter 42,8 Meter hoher Wasser- und Aussichtsturm, der 50 Jahre lang der Trinkwasserversorgung von Senftenberg und Umgebung diente. Aufgrund des Fortschreitens des Tagebaus Meuro wurde er am 20. Januar 1965 gesprengt.
Anstelle des ehemaligen Wasserturms auf dem Paradiesberg wurde der neue Turm 2004 errichtet und am 7. April 2004 eingeweiht. Der Aussichtsturm wurde auf einer Höhe von 137 Meter über Normalnull errichtet.

## Beschreibung
Der auf quadratischem Grundriss stehende Stahlturm hat eine Höhe von 33,5 Metern und verfügt über eine linksläufige Treppe mit 16 Treppenläufen und 15 Zwischenpodesten. Die überdachte Aussichtsplattform in Höhe von 27 Metern ist über insgesamt 144 Stufen zu erreichen. Von dieser sind der ausgediente Schaufelradbagger SRs 1500 auf dem Gelände des ehemaligen Tagebaus sowie der Lausitzring zu sehen.
Aufgrund von Anwohnerbeschwerden wurde der Turm 2006 gesperrt. Anschließend wurden Sichtblenden angebracht und der Turm kann seither wieder bestiegen werden.